# Натюрморт з яблуками, сливами, виноградом і грушами
«Натюрморт з яблуками, сливами, виноградом і грушами» (ісп. Bodegón de uvas, manzanas y ciruelas) — картина іспанського живописця Хуана де Еспіноси. Створена близько 1630 року. Зберігається у Музеї Прадо в Мадриді (інв. ном. P703).

## Опис
Хуан де Еспіноса (якого не слід, однак, плутати з Хуаном Батіста де Еспіноса, відомого як автора чудового натюрморта, написаного у 1624 році), досяг чудових успіхів у зображенні фруктів. Однак, його натюрморти набагато менш суворі, ніж роботи Хуана Фернандеса («Ель Лабрадора»), до того ж він набагато менш спирається на різкі контрасти світла і тіні.
На цій картині зображення слив і яблук поєднується з різними видами винограду, що має мерехтіння і прозорість дорогоцінного каміння. Таким чимном автор створює взаємодію різних текстур і відтінків, що посилене сусідством темно-червоного глиняного посуду і блиском метелевого блюда, в якому можна побачити відображення яблук.